# Felső-Fehér

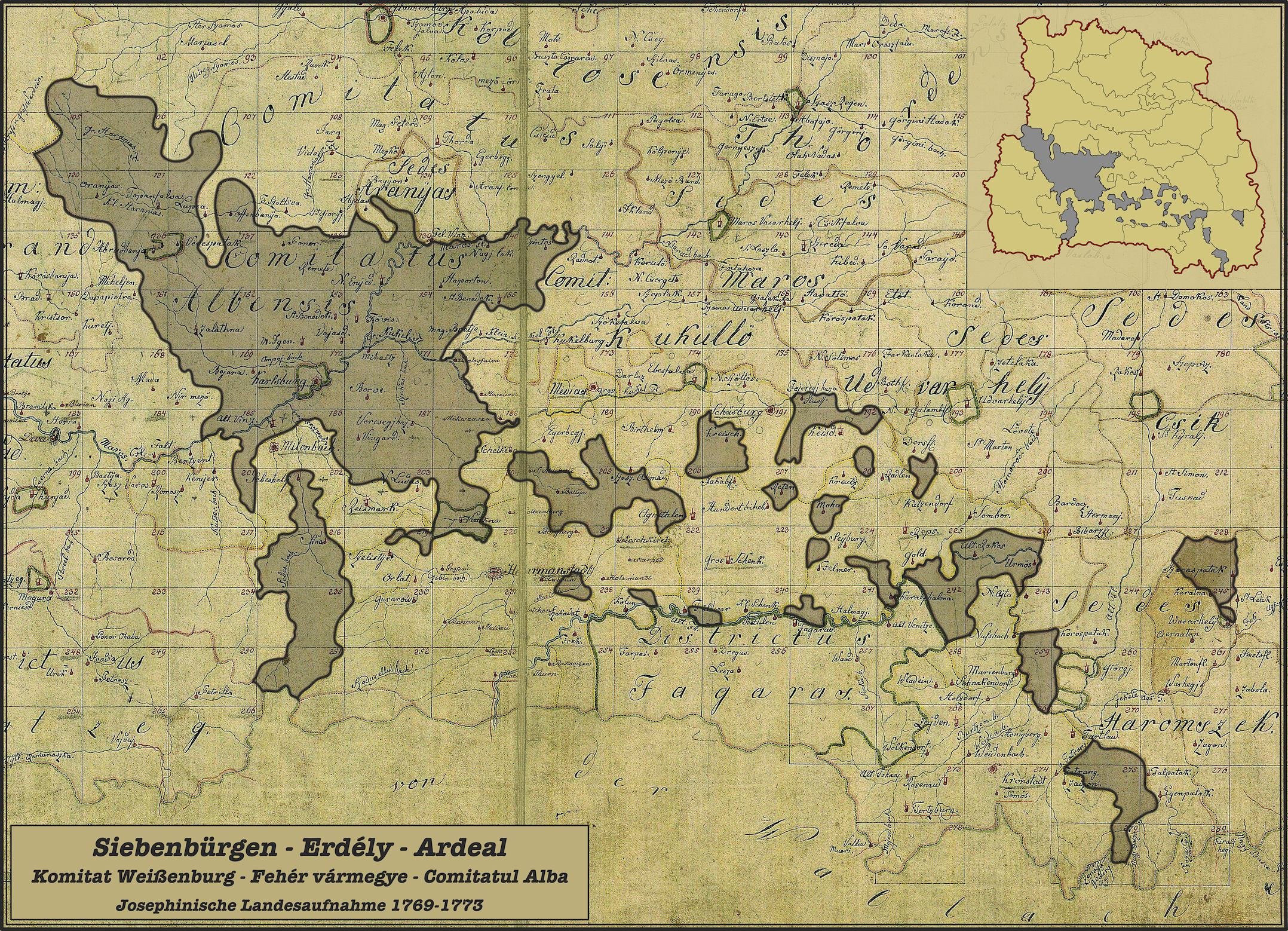
Kaart van het comitaat Fehér in 1769-177. De verspreide exclaves vormden later het comitaat Felső-Fehér.

Felső-Fehér (Hongaars: Felső-Fehér vármegye) is een historisch comitaat in het oude Zevenburgen en het Koninkrijk Hongarije. Op zich was het comitaat een verzameling was van enkele verspreide enclaves in en rond de Königsboden en het Szeklerland. De hoofdplaats van Felső-Fehér was van 1800 tot 1849 Mártonfalva in het huidige Mihăileni; nadien was dit Erzsébetváros.

## Geschiedenis
Het comitaat ontstond in de 18e eeuw, toen het oude comitaat Fehér werd opgesplitst in enerzijds Alsó-Fehér (letterlijk "Neder-Fehér") en anderzijds Felső-Fehér (letterlijk "Opper-Fehér"). Bij de hervorming van de Hongaarse comitaten in 1876 werd het comitaat Felső-Fehér echter opgeheven. De verschillende verspreide delen van het comitaat werden dan aan de comitaten Háromszék, Szeben, Fogaras en Nagy-Küküllő toegevoegd.

## Bevolking
In 1870 telde Felső-Fehér 31.273 (53,9%) Roemeense, 19.635 (33,8%) Hongaarse en 7.166 (12,3%) Duitse inwoners. Op vlak van religie telde het comitaat 2.7076 (46,6%) orthodoxe, 9.267 (16,0%) gereformeerde, 7.704 (13,3%) Grieks-katholieke, 6.021 (10,4%) lutherse, 4.815 (8,3%) rooms-katholieke, 2.795 (4,8%) geünieerde en 394 (0,7%) joodse inwoners.